# Saison 2021-2022 des Bucks de Milwaukee
La saison 2021-2022 des Bucks de Milwaukee est la 54e saison de la franchise en National Basketball Association (NBA). La franchise se présente à l'aube de la saison comme l'équipe championne en titre, grâce à leur victoire lors des Finales NBA 2021 face aux Suns de Phoenix, symbole de leur deuxième sacre dans leur histoire.
Le 20 août 2021, la ligue annonce que la saison régulière démarre le 19 octobre 2021, avec un format typique de 82 matchs.
Au début de la saison régulière, Khris Middleton a dépassé Ray Allen, pour le plus grand nombre de paniers à trois points inscrits par un joueur de la franchise. D'autres records de franchises sont également battus lors de la saison, notamment par Giánnis Antetokoúnmpo, pour le grand nombre de contres et de points inscrits dans l'histoire de la franchise. Antetokoúnmpo et Middleton sont tous deux sélectionnés pour participer au NBA All-Star Game,. Jrue Holiday remporte quant à lui, le Twyman-Stokes Teammate of the Year Award, récompensant le meilleur coéquipier de la saison.
Les Bucks remportent le titre de division cette saison et se classent à la 3e place de leur conférence. Ils affrontent les Bulls de Chicago au premier tour, les éliminant au terme de cinq matchs. Les champions en titre sont éliminés en demi-finale de conférence par les Celtics de Boston, futurs finalistes NBA, en sept matchs.

## Draft
| Tour | Choix | Joueur      | Poste | Nationalité | Provenance          |
| ---- | ----- | ----------- | ----- | ----------- | ------------------- |
| 2    | 31    | Isaiah Todd | PF    | États-Unis  | NBA G League Ignite |

## Matchs

### Summer League
| Summer League Total: 1-4 |

| Match | Date match | Équipe        | Score   | Meilleur marqueur     | Meilleur rebondeur         | Meilleur passeur             | Lieux                | Série |
| ----- | ---------- | ------------- | ------- | --------------------- | -------------------------- | ---------------------------- | -------------------- | ----- |
| 1     | 9 août     | L.A. Clippers | V 81-78 | Jordan Nwora (30)     | Sandro Mamukelashvili (12) | Jordan Nwora (6)             | Cox Pavilion         | 1 - 0 |
| 2     | 11 août    | Brooklyn      | D 91-97 | Jordan Nwora (22)     | Sandro Mamukelashvili (8)  | Theo Pinson (6)              | Thomas & Mack Center | 1 - 1 |
| 3     | 13 août    | Minnesota     | D 64-91 | Brandon Randolph (17) | Mamadi Diakité (10)        | Yórgos Kalaïtzákis (7)       | Thomas & Mack Center | 1 - 2 |
| 4     | 15 août    | Washington    | D 83-93 | Diakité, Nwora (18)   | Sandro Mamukelashvili (10) | Crutcher, Mamukelashvili (5) | Thomas & Mack Center | 1 - 3 |
| 5     | 16 août    | Denver        | D 87-94 | D'Mitrik Trice (24)   | Jemerrio Jones (13)        | Jemerrio Jones (5)           | Thomas & Mack Center | 1 - 4 |

### Pré-saison
| Pré-saison Total: 1-4 (Domicile : 1-1; Extérieur : 0-3) |

| Match | Date match | Équipe        | Score     | Meilleur marqueur          | Meilleur rebondeur         | Meilleur passeur           | Lieux Spectateurs              | Série |
| ----- | ---------- | ------------- | --------- | -------------------------- | -------------------------- | -------------------------- | ------------------------------ | ----- |
| 1     | 5 octobre  | @ Memphis     | D 77-87   | Jordan Nwora (16)          | Lopez, Mamukelashvili (7)  | Quatre joueurs (3)         | FedExForum 0                   | 0 - 1 |
| 2     | 8 octobre  | @ Brooklyn    | D 115-119 | Jordan Nwora (30)          | Sandro Mamukelashvili (11) | Tremont Waters (5)         | Barclays Center 12 770         | 0 - 2 |
| 3     | 10 octobre | Oklahoma City | V 130-110 | Jordan Nwora (15)          | Giánnis Antetokoúnmpo (9)  | Giánnis Antetokoúnmpo (6)  | Fiserv Forum 12 442            | 1 - 2 |
| 4     | 13 octobre | @ Utah        | D 120-124 | Khris Middleton (25)       | Sandro Mamukelashvili (7)  | Antetokoúnmpo, Holiday (5) | Vivint Smart Home Arena 16 016 | 1 - 3 |
| 5     | 15 octobre | Dallas        | D 103-114 | Giánnis Antetokoúnmpo (26) | Giánnis Antetokoúnmpo (10) | Jrue Holiday (8)           | Fiserv Forum 12 946            | 1 - 4 |

### Saison régulière
| Saison régulière Total: 51-31 (Domicile : 27-14; Extérieur : 24-17) |

| Match | Date match | Équipe        | Score     | Meilleur marqueur          | Meilleur rebondeur         | Meilleur passeur           | Lieux Spectateurs            | Série |
| ----- | ---------- | ------------- | --------- | -------------------------- | -------------------------- | -------------------------- | ---------------------------- | ----- |
| 1     | 19 octobre | Brooklyn      | V 127-104 | Giánnis Antetokoúnmpo (32) | Giánnis Antetokoúnmpo (14) | Giánnis Antetokoúnmpo (7)  | Fiserv Forum 17 341          | 1 - 0 |
| 2     | 21 octobre | @ Miami       | D 95-137  | Giánnis Antetokoúnmpo (15) | Giánnis Antetokoúnmpo (10) | Connaughton, Middleton (4) | FTX Arena 19 600             | 1 - 1 |
| 3     | 23 octobre | @ San Antonio | V 121-111 | Khris Middleton (28)       | Giánnis Antetokoúnmpo (8)  | Giánnis Antetokoúnmpo (8)  | AT&T Center 14 353           | 2 - 1 |
| 4     | 25 octobre | @ Indiana     | V 119-109 | Giánnis Antetokoúnmpo (30) | Giánnis Antetokoúnmpo (10) | Giánnis Antetokoúnmpo (9)  | Gainbridge Fieldhouse 10 339 | 3 - 1 |
| 5     | 27 octobre | Minnesota     | D 108-113 | Giánnis Antetokoúnmpo (40) | Giánnis Antetokoúnmpo (16) | Giánnis Antetokoúnmpo (7)  | Fiserv Forum 17 341          | 3 - 2 |
| 6     | 30 octobre | San Antonio   | D 93-102  | Giánnis Antetokoúnmpo (28) | Giánnis Antetokoúnmpo (13) | Khris Middleton (5)        | Fiserv Forum 17 341          | 3 - 3 |
| 7     | 31 octobre | Utah          | D 95-107  | Giánnis Antetokoúnmpo (25) | Thanásis Antetokoúnmpo (9) | Giánnis Antetokoúnmpo (6)  | Fiserv Forum 17 341          | 3 - 4 |

| Match | Date match  | Équipe         | Score          | Meilleur marqueur          | Meilleur rebondeur         | Meilleur passeur             | Lieux Spectateurs            | Série  |
| ----- | ----------- | -------------- | -------------- | -------------------------- | -------------------------- | ---------------------------- | ---------------------------- | ------ |
| 8     | 2 novembre  | @ Détroit      | V 117-89       | Giánnis Antetokoúnmpo (28) | Trois joueurs (8)          | Giánnis Antetokoúnmpo (9)    | Little Caesars Arena 9 254   | 4 - 4  |
| 9     | 5 novembre  | New York       | D 98-113       | Giánnis Antetokoúnmpo (25) | Bobby Portis (8)           | Antetokoúnmpo, Hill (4)      | Fiserv Forum 17 341          | 4 - 5  |
| 10    | 7 novembre  | @ Washington   | D 94-101       | Giánnis Antetokoúnmpo (29) | Giánnis Antetokoúnmpo (18) | Giánnis Antetokoúnmpo (5)    | Capital One Arena 15 570     | 4 - 6  |
| 11    | 9 novembre  | @ Philadelphie | V 118-109      | Giánnis Antetokoúnmpo (31) | Giánnis Antetokoúnmpo (16) | Jrue Holiday (6)             | Wells Fargo Center 20 029    | 5 - 6  |
| 12    | 10 novembre | @ New York     | V 112-100      | Pat Connaughton (23)       | Giánnis Antetokoúnmpo (15) | Giánnis Antetokoúnmpo (8)    | Madison Square Garden 18 027 | 6 - 6  |
| 13    | 12 novembre | @ Boston       | V 113-122 (OT) | Bobby Portis (22)          | Semi Ojeleye (7)           | Jrue Holiday (13)            | TD Garden 19 156             | 6 - 7  |
| 14    | 14 novembre | @ Atlanta      | D 100-120      | Giánnis Antetokoúnmpo (26) | Bobby Portis (8)           | Jrue Holiday (8)             | State Farm Arena 16 901      | 6 - 8  |
| 15    | 17 novembre | L.A. Lakers    | V 109-102      | Giánnis Antetokoúnmpo (47) | G. Antetokoúnmpo, Hill (9) | Jrue Holiday (8)             | Fiserv Forum 17 341          | 7 - 8  |
| 16    | 19 novembre | Oklahoma City  | V 96-89        | Giánnis Antetokoúnmpo (21) | Giánnis Antetokoúnmpo (19) | Giánnis Antetokoúnmpo (7)    | Fiserv Forum 17 341          | 8 - 8  |
| 17    | 20 novembre | Orlando        | V 117-108      | Giánnis Antetokoúnmpo (32) | Giánnis Antetokoúnmpo (20) | Khris Middleton (8)          | Fiserv Forum 17 341          | 9 - 8  |
| 18    | 22 novembre | Orlando        | V 123-92       | Jrue Holiday (18)          | Bobby Portis (11)          | Giánnis Antetokoúnmpo (9)    | Fiserv Forum 17 341          | 10 - 8 |
| 19    | 24 novembre | Détroit        | V 114-93       | Giánnis Antetokoúnmpo (33) | Bobby Portis (10)          | Jrue Holiday (6)             | Fiserv Forum 17 341          | 11 - 8 |
| 20    | 26 novembre | @ Denver       | V 120-109      | Giánnis Antetokoúnmpo (24) | Giánnis Antetokoúnmpo (13) | Antetokoúnmpo, Middleton (7) | Ball Arena 19 520            | 12 - 8 |
| 21    | 28 novembre | @ Indiana      | V 118-100      | Giánnis Antetokoúnmpo (26) | Giánnis Antetokoúnmpo (13) | Jrue Holiday (9)             | Gainbridge Fieldhouse 13 130 | 13 - 8 |

| Match | Date match   | Équipe                | Score          | Meilleur marqueur           | Meilleur rebondeur         | Meilleur passeur           | Lieux Spectateurs               | Série   |
| ----- | ------------ | --------------------- | -------------- | --------------------------- | -------------------------- | -------------------------- | ------------------------------- | ------- |
| 22    | 1er décembre | Charlotte             | V 127-125      | Giánnis Antetokoúnmpo (40)  | Giánnis Antetokoúnmpo (12) | Giánnis Antetokoúnmpo (9)  | Fiserv Forum 17 341             | 14 - 8  |
| 23    | 2 décembre   | @ Toronto             | D 93-97        | Jrue Holiday (26)           | Bobby Portis (11)          | Jrue Holiday (8)           | Scotiabank Arena 19 800         | 14 - 9  |
| 24    | 4 décembre   | Miami                 | V 124-102      | Pat Connaughton (23)        | Bobby Portis (16)          | Khris Middleton (9)        | Fiserv Forum 17 341             | 15 - 9  |
| 25    | 6 décembre   | Cleveland             | V 112-104      | Giánnis Antetokoúnmpo (27)  | Bobby Portis (16)          | Holiday, Middleton (8)     | Fiserv Forum 17 341             | 16 - 9  |
| 26    | 8 décembre   | @ Miami               | D 104-113      | Jrue Holiday (27)           | Bobby Portis (7)           | Trois joueurs (4)          | FTX Arena 19 600                | 16 - 10 |
| 27    | 10 décembre  | @ Houston             | V 123-114      | Giánnis Antetokoúnmpo (41)  | Giánnis Antetokoúnmpo (17) | Jrue Holiday (7)           | Toyota Center 16 319            | 17 - 10 |
| 28    | 12 décembre  | @ New York            | V 112-97       | Khris Middleton (24)        | Bobby Portis (10)          | Giánnis Antetokoúnmpo (11) | Madison Square Garden 19 812    | 18 - 10 |
| 29    | 13 décembre  | @ Boston              | D 103-117      | Antetokoúnmpo, Holiday (20) | Pat Connaughton (9)        | Jrue Holiday (8)           | TD Garden 19 156                | 18 - 11 |
| 30    | 15 décembre  | Indiana               | V 114-99       | Jrue Holiday (26)           | Bobby Portis (9)           | Jrue Holiday (14)          | Fiserv Forum 17 341             | 19 - 11 |
| 31    | 17 décembre  | @ La Nouvelle-Orléans | D 112-116 (OT) | Jrue Holiday (40)           | Jordan Nwora (13)          | Jrue Holiday (5)           | Smoothie King Center 15 504     | 19 - 12 |
| 32    | 18 décembre  | Cleveland             | D 90-119       | Jordan Nwora (28)           | DeMarcus Cousins (12)      | Trois joueurs (4)          | Fiserv Forum 17 341             | 19 - 13 |
| 33    | 22 décembre  | Houston               | V 126-106      | Jrue Holiday (24)           | Jordan Nwora (9)           | Jrue Holiday (10)          | Fiserv Forum 17 341             | 20 - 13 |
| 34    | 23 décembre  | @ Dallas              | V 102-95       | Khris Middleton (26)        | Trois joueurs (8)          | Holiday, Middleton (7)     | American Airlines Center 19 654 | 21 - 13 |
| 35    | 25 décembre  | Boston                | V 117-113      | Giánnis Antetokoúnmpo (36)  | Giánnis Antetokoúnmpo (12) | Khris Middleton (7)        | Fiserv Forum 17 341             | 22 - 13 |
| 36    | 28 décembre  | @ Orlando             | V 127-110      | Giánnis Antetokoúnmpo (28)  | Bobby Portis (7)           | Jrue Holiday (10)          | Amway Center 16 696             | 23 - 13 |
| 37    | 30 décembre  | @ Orlando             | V 136-118      | Giánnis Antetokoúnmpo (33)  | Giánnis Antetokoúnmpo (12) | Jrue Holiday (7)           | Amway Center 15 855             | 24 - 13 |

| Match | Date match  | Équipe              | Score     | Meilleur marqueur           | Meilleur rebondeur         | Meilleur passeur             | Lieux Spectateurs                 | Série   |
| ----- | ----------- | ------------------- | --------- | --------------------------- | -------------------------- | ---------------------------- | --------------------------------- | ------- |
| 38    | 1er janvier | La Nouvelle-Orléans | V 136-113 | Giánnis Antetokoúnmpo (35)  | Giánnis Antetokoúnmpo (16) | Giánnis Antetokoúnmpo (10)   | Fiserv Forum 17 341               | 25 - 13 |
| 39    | 3 janvier   | Détroit             | D 106-115 | Giánnis Antetokoúnmpo (31)  | Bobby Portis (14)          | Giánnis Antetokoúnmpo (7)    | Fiserv Forum 17 341               | 25 - 14 |
| 40    | 5 janvier   | Toronto             | D 111-117 | Khris Middleton (25)        | DeMarcus Cousins (10)      | Jrue Holiday (12)            | Fiserv Forum 17 341               | 25 - 15 |
| 41    | 7 janvier   | @ Brooklyn          | V 121-109 | Giánnis Antetokoúnmpo (31)  | Bobby Portis (12)          | Giánnis Antetokoúnmpo (9)    | Barclays Center 17 732            | 26 - 15 |
| 42    | 8 janvier   | @ Charlotte         | D 106-114 | Giánnis Antetokoúnmpo (43)  | Bobby Portis (13)          | Khris Middleton (9)          | Spectrum Center 19 139            | 26 - 16 |
| 43    | 10 janvier  | @ Charlotte         | D 99-103  | Khris Middleton (27)        | Giánnis Antetokoúnmpo (13) | Khris Middleton (11)         | Spectrum Center 14 253            | 26 - 17 |
| 44    | 13 janvier  | Golden State        | V 118-99  | Giánnis Antetokoúnmpo (30)  | Giánnis Antetokoúnmpo (12) | Giánnis Antetokoúnmpo (11)   | Fiserv Forum 17 858               | 27 - 17 |
| 45    | 15 janvier  | Toronto             | D 96-103  | Giánnis Antetokoúnmpo (30)  | Bobby Portis (11)          | Khris Middleton (5)          | Fiserv Forum 17 341               | 27 - 18 |
| 46    | 17 janvier  | @ Atlanta           | D 114-121 | Khris Middleton (34)        | Bobby Portis (13)          | Giánnis Antetokoúnmpo (6)    | State Farm Arena 16 903           | 27 - 19 |
| 47    | 19 janvier  | Memphis             | V 126-114 | Giánnis Antetokoúnmpo (33)  | Giánnis Antetokoúnmpo (15) | Antetokoúnmpo, Middleton (7) | Fiserv Forum 17 341               | 28 - 19 |
| 48    | 21 janvier  | Chicago             | V 94-90   | Giánnis Antetokoúnmpo (30)  | Bobby Portis (13)          | Khris Middleton (6)          | Fiserv Forum 18 013               | 29 - 19 |
| 49    | 22 janvier  | Sacramento          | V 133-127 | Khris Middleton (34)        | Bobby Portis (12)          | Khris Middleton (5)          | Fiserv Forum 17 341               | 30 - 19 |
| 50    | 26 janvier  | @ Cleveland         | D 99-115  | Giánnis Antetokoúnmpo (26)) | Giánnis Antetokoúnmpo (9)  | Jrue Holiday (7)             | Rocket Mortgage FieldHouse 18 904 | 30 - 20 |
| 51    | 28 janvier  | New York            | V 123-108 | Giánnis Antetokoúnmpo (38)  | Giánnis Antetokoúnmpo (13) | Jrue Holiday (10)            | Fiserv Forum 17 341               | 31 - 20 |
| 52    | 30 janvier  | Denver              | D 100-136 | Giánnis Antetokoúnmpo (29)  | Giánnis Antetokoúnmpo (9)  | Jrue Holiday (8)             | Fiserv Forum 17 341               | 31 - 21 |

| Match                  | Date match  | Équipe          | Score     | Meilleur marqueur          | Meilleur rebondeur         | Meilleur passeur          | Lieux Spectateurs       | Série   |
| ---------------------- | ----------- | --------------- | --------- | -------------------------- | -------------------------- | ------------------------- | ----------------------- | ------- |
| 53                     | 1er février | Washington      | V 112-98  | Giánnis Antetokoúnmpo (33) | Giánnis Antetokoúnmpo (15) | Giánnis Antetokoúnmpo (11 | Fiserv Forum 17 341     | 32 - 21 |
| 54                     | 5 février   | @ Portland      | V 137-108 | Bobby Portis (30)          | Giánnis Antetokoúnmpo (9)  | Holiday, Middleton (7)    | Moda Center 19 393      | 33 - 21 |
| 55                     | 6 février   | @ L.A. Clippers | V 137-113 | Giánnis Antetokoúnmpo (28) | Bobby Portis (11)          | Jrue Holiday (13)         | Crypto.com Arena 17 395 | 34 - 21 |
| 56                     | 8 février   | @ L.A. Lakers   | V 131-116 | Giánnis Antetokoúnmpo (44) | Giánnis Antetokoúnmpo (14) | Jrue Holiday (10)         | Crypto.com Arena 18 997 | 35 - 21 |
| 57                     | 10 février  | @ Phoenix       | D 107-131 | Holiday, Middleton (21)    | Bobby Portis (9)           | Giánnis Antetokoúnmpo (8  | Footprint Center 17 071 | 35 - 22 |
| 58                     | 14 février  | Portland        | D 107-122 | Jrue Holiday (23)          | Khris Middleton (11)       | Khris Middleton (9)       | Fiserv Forum 17 341     | 35 - 23 |
| 59                     | 15 février  | Indiana         | V 128-119 | Giánnis Antetokoúnmpo (50) | Antetokoúnmpo, Portis (14) | Holiday, Middleton (8)    | Fiserv Forum 17 341     | 36 - 23 |
| 60                     | 17 février  | Philadelphie    | D 120-123 | Giánnis Antetokoúnmpo (32) | Giánnis Antetokoúnmpo (11  | Giánnis Antetokoúnmpo (9) | Fiserv Forum 17 341     | 36 - 24 |
| NBA All-Star Game 2022 |             |                 |           |                            |                            |                           |                         |         |
| 61                     | 26 février  | Brooklyn        | D 123-126 | Bobby Portis (30)          | Giánnis Antetokoúnmpo (14) | Holiday, Middleton (7)    | Fiserv Forum 17 341     | 36 - 25 |
| 62                     | 28 février  | Charlotte       | V 130-106 | Giánnis Antetokoúnmpo (26) | Giánnis Antetokoúnmpo (16) | Jrue Holiday (8)          | Fiserv Forum 17 341     | 37 - 25 |

| Match | Date match | Équipe          | Score          | Meilleur marqueur          | Meilleur rebondeur         | Meilleur passeur          | Lieux Spectateurs              | Série   |
| ----- | ---------- | --------------- | -------------- | -------------------------- | -------------------------- | ------------------------- | ------------------------------ | ------- |
| 63    | 2 mars     | Miami           | V 120-119      | Giánnis Antetokoúnmpo (28) | Giánnis Antetokoúnmpo (17) | Jrue Holiday (11)         | Fiserv Forum 17 341            | 38 - 25 |
| 64    | 4 mars     | @ Chicago       | V 118-112      | Giánnis Antetokoúnmpo (34) | Giánnis Antetokoúnmpo (16) | Khris Middleton (7)       | United Center 21 259           | 39 - 25 |
| 65    | 6 mars     | Phoenix         | V 132-122      | Khris Middleton (44)       | Giánnis Antetokoúnmpo (13) | Jrue Holiday (9)          | Fiserv Forum 17 495            | 40 - 25 |
| 66    | 8 mars     | @ Oklahoma City | V 142-115      | Giánnis Antetokoúnmpo (39) | Bobby Portis (14)          | Khris Middleton (9)       | Paycom Center 15 743           | 41 - 25 |
| 67    | 9 mars     | Atlanta         | V 124-115      | Giánnis Antetokoúnmpo (43) | Bobby Portis (15)          | Holiday, Middleton (8)    | Fiserv Forum 17 341            | 42 - 25 |
| 68    | 12 mars    | @ Golden State  | D 109-122      | Giánnis Antetokoúnmpo (31) | Giánnis Antetokoúnmpo (8)  | Jrue Holiday (7)          | Chase Center 18 064            | 42 - 26 |
| 69    | 14 mars    | @ Utah          | V 117-111      | Giánnis Antetokoúnmpo (30) | Giánnis Antetokoúnmpo (15) | Jrue Holiday (7)          | Vivint Smart Home Arena 18 306 | 43 - 26 |
| 70    | 16 mars    | @ Sacramento    | V 135-126      | Giánnis Antetokoúnmpo (36) | Giánnis Antetokoúnmpo (10) | Khris Middleton (8)       | Golden 1 Center 15 864         | 44 - 26 |
| 71    | 19 mars    | @ Minnesota     | D 119-138      | Trois joueurs (15)         | Bobby Portis (10)          | Carter, Holiday (7)       | Target Center 17 136           | 44 - 27 |
| 72    | 22 mars    | Chicago         | V 126-98       | Jrue Holiday (27)          | Giánnis Antetokoúnmpo (17) | Jrue Holiday (7)          | Fiserv Forum 17 983            | 45 - 27 |
| 73    | 24 mars    | Washington      | V 114-102      | Jrue Holiday (24)          | Bobby Portis (12)          | Jrue Holiday (10)         | Fiserv Forum 18 018            | 46 - 27 |
| 74    | 26 mars    | @ Memphis       | D 102-127      | Giánnis Antetokoúnmpo (30) | Antetokoúnmpo, Portis (11) | Khris Middleton (5)       | FedExForum 17 794              | 46 - 28 |
| 75    | 29 mars    | @ Philadelphie  | V 118-116      | Giánnis Antetokoúnmpo (40) | Giánnis Antetokoúnmpo (14) | Jrue Holiday (10)         | Wells Fargo Center 21 467      | 47 - 28 |
| 76    | 31 mars    | @ Brooklyn      | V 120-119 (OT) | Giánnis Antetokoúnmpo (44) | Giánnis Antetokoúnmpo (14) | Giánnis Antetokoúnmpo (6) | Barclays Center 17 917         | 48 - 28 |

| Match | Date match | Équipe        | Score     | Meilleur marqueur          | Meilleur rebondeur         | Meilleur passeur       | Lieux Spectateurs                 | Série   |
| ----- | ---------- | ------------- | --------- | -------------------------- | -------------------------- | ---------------------- | --------------------------------- | ------- |
| 77    | 1er avril  | L.A. Clippers | D 119-153 | Jordan Nwora (28)          | Serge Ibaka (10)           | Jevon Carter (8)       | Fiserv Forum 18 023               | 48 - 29 |
| 78    | 3 avril    | Dallas        | D 112-118 | Giánnis Antetokoúnmpo (28) | Giánnis Antetokoúnmpo (10) | Holiday, Middleton (9) | Fiserv Forum 17 902               | 48 - 30 |
| 79    | 5 avril    | @ Chicago     | V 127-106 | Brook Lopez (28)           | Antetokoúnmpo, Portis (9)  | Jrue Holiday (13)      | United Center 20 799              | 49 - 30 |
| 80    | 7 avril    | Boston        | V 127-121 | Giánnis Antetokoúnmpo (29) | Giánnis Antetokoúnmpo (11) | Khris Middleton (9)    | Fiserv Forum 18 046               | 50 - 30 |
| 81    | 8 avril    | @ Détroit     | V 131-101 | Giánnis Antetokoúnmpo (30) | Bobby Portis (15)          | Jrue Holiday (9)       | Little Caesars Arena 22 088       | 51 - 30 |
| 82    | 10 avril   | @ Cleveland   | D 115-133 | Sandro Mamukelashvili (28) | Sandro Mamukelashvili (13) | Lindell Wigginton (8)  | Rocket Mortgage FieldHouse 19 432 | 51 - 31 |

### Playoffs
| Playoffs Total: 7-5 (Domicile : 3-3; Extérieur : 4-2) |

| Match | Date match | Équipe    | Score     | Meilleur marqueur          | Meilleur rebondeur         | Meilleur passeur           | Lieux Spectateurs    | Série |
| ----- | ---------- | --------- | --------- | -------------------------- | -------------------------- | -------------------------- | -------------------- | ----- |
| 1     | 17 avril   | Chicago   | V 93-86   | Giánnis Antetokoúnmpo (27) | Giánnis Antetokoúnmpo (16) | Holiday, Middleton (6)     | Fiserv Forum 17 717  | 1 - 0 |
| 2     | 20 avril   | Chicago   | D 110-114 | Giánnis Antetokoúnmpo (33) | Giánnis Antetokoúnmpo (18) | Giánnis Antetokoúnmpo (9)  | Fiserv Forum 17 688  | 1 - 1 |
| 3     | 22 avril   | @ Chicago | V 111-81  | Grayson Allen (22)         | Bobby Portis (16)          | Giánnis Antetokoúnmpo (9)  | United Center 22 667 | 2 - 1 |
| 4     | 24 avril   | @ Chicago | V 119-95  | Giánnis Antetokoúnmpo (32) | Giánnis Antetokoúnmpo (17) | Antetokoúnmpo, Holiday (7) | United Center 22 020 | 3 - 1 |
| 5     | 27 avril   | Chicago   | V 116-100 | Giánnis Antetokoúnmpo (33) | Bobby Portis (17)          | Jrue Holiday (9)           | Fiserv Forum 17 506  | 4 - 1 |

| Match | Date match | Équipe   | Score     | Meilleur marqueur          | Meilleur rebondeur         | Meilleur passeur           | Lieux Spectateurs   | Série |
| ----- | ---------- | -------- | --------- | -------------------------- | -------------------------- | -------------------------- | ------------------- | ----- |
| 1     | 1er mai    | @ Boston | V 101-89  | Jrue Holiday (25)          | Giánnis Antetokoúnmpo (13) | Giánnis Antetokoúnmpo (12) | TD Garden 19 156    | 1 - 0 |
| 2     | 3 mai      | @ Boston | D 86-109  | Giánnis Antetokoúnmpo (28) | Giánnis Antetokoúnmpo (9)  | Antetokoúnmpo, Holiday (7) | TD Garden 19 156    | 1 - 1 |
| 3     | 7 mai      | Boston   | V 103-101 | Giánnis Antetokoúnmpo (42) | Giánnis Antetokoúnmpo (12) | Giánnis Antetokoúnmpo (8)  | Fiserv Forum 17 736 | 2 - 1 |
| 4     | 9 mai      | Boston   | D 108-116 | Giánnis Antetokoúnmpo (34) | Giánnis Antetokoúnmpo (18) | Jrue Holiday (9)           | Fiserv Forum 17 505 | 2 - 2 |
| 5     | 11 mai     | @ Boston | V 110-107 | Giánnis Antetokoúnmpo (40) | Bobby Portis (15)          | Jrue Holiday (8)           | TD Garden 19 156    | 3 - 2 |
| 6     | 13 mai     | Boston   | D 95-108  | Giánnis Antetokoúnmpo (44) | Giánnis Antetokoúnmpo (10) | Giánnis Antetokoúnmpo (6)  | Fiserv Forum 17 681 | 3 - 3 |
| 7     | 15 mai     | @ Boston | D 81-109  | Giánnis Antetokoúnmpo (25) | Giánnis Antetokoúnmpo (20) | Giánnis Antetokoúnmpo (9)  | TD Garden 19 156    | 3 - 4 |

### Confrontations en saison régulière
| Conférence Est      | Conférence Est                              | Conférence Est                              | Conférence Est                              | Conférence Est                              | Conférence Ouest                            | Conférence Ouest                            | Conférence Ouest                            |
| Division Atlantique | Division Atlantique                         | Division Atlantique                         | Division Atlantique                         | Division Atlantique                         | Division Nord-Ouest                         | Division Nord-Ouest                         | Division Nord-Ouest                         |
| Équipe              | Domicile                                    | Domicile                                    | Extérieur                                   | Extérieur                                   | Équipe                                      | Domicile                                    | Extérieur                                   |
| ------------------- | ------------------------------------------- | ------------------------------------------- | ------------------------------------------- | ------------------------------------------- | ------------------------------------------- | ------------------------------------------- | ------------------------------------------- |
| Boston              | 117-113                                     | 127-121                                     | 113-122 (OT)                                | 103-117                                     | Denver                                      | 100-136                                     | 120-109                                     |
| Brooklyn            | 127-104                                     | 123-126                                     | 121-109                                     | 120-119 (OT)                                | Minnesota                                   | 108-113                                     | 119-138                                     |
| New York            | 98-113                                      | 123-108                                     | 112-100                                     | 112-97                                      | Oklahoma City                               | 96-89                                       | 142-115                                     |
| Philadelphie        | 120-123                                     |                                             | 118-109                                     | 118-116                                     | Portland                                    | 107-122                                     | 137-108                                     |
| Toronto             | 111-117                                     | 96-103                                      | 93-97                                       |                                             | Utah                                        | 95-107                                      | 117-111                                     |
|                     | 4–5                                         | 4–5                                         | 6–3                                         | 6–3                                         |                                             | 1–4                                         | 4–1                                         |
| Division            | 10–8                                        | 10–8                                        | 10–8                                        | 10–8                                        | Division                                    | 5–5                                         | 5–5                                         |
| Division Centrale   | Division Centrale                           | Division Centrale                           | Division Centrale                           | Division Centrale                           | Division Pacifique                          | Division Pacifique                          | Division Pacifique                          |
| Équipe              | Domicile                                    | Domicile                                    | Extérieur                                   | Extérieur                                   | Équipe                                      | Domicile                                    | Extérieur                                   |
| Chicago             | 94-90                                       | 126-98                                      | 118-112                                     | 127-106                                     | Golden State                                | 118-99                                      | 109-122                                     |
| Cleveland           | 112-104                                     | 90-119                                      | 99-115                                      | 115-133                                     | L.A. Clippers                               | 119-153                                     | 137-113                                     |
| Detroit             | 114-93                                      | 106-115                                     | 117-89                                      | 131-101                                     | L.A. Lakers                                 | 109-102                                     | 131-116                                     |
| Indiana             | 114-99                                      | 128-119                                     | 119-109                                     | 118-100                                     | Phoenix                                     | 132-122                                     | 107-131                                     |
|                     |                                             |                                             |                                             |                                             | Sacramento                                  | 133-127                                     | 135-126                                     |
|                     | 6–2                                         | 6–2                                         | 6–2                                         | 6–2                                         |                                             | 4–1                                         | 3–2                                         |
| Division            | 12–4                                        | 12–4                                        | 12–4                                        | 12–4                                        | Division                                    | 7–3                                         | 7–3                                         |
| Division Sud-Est    | Division Sud-Est                            | Division Sud-Est                            | Division Sud-Est                            | Division Sud-Est                            | Division Sud-Ouest                          | Division Sud-Ouest                          | Division Sud-Ouest                          |
| Équipe              | Domicile                                    | Domicile                                    | Extérieur                                   | Extérieur                                   | Équipe                                      | Domicile                                    | Extérieur                                   |
| Atlanta             | 124-115                                     |                                             | 100-120                                     | 114-121                                     | Dallas                                      | 112-118                                     | 102-95                                      |
| Charlotte           | 127-125                                     | 130-106                                     | 106-114                                     | 99-103                                      | Houston                                     | 126-106                                     | 123-114                                     |
| Miami               | 124-102                                     | 120-119                                     | 95-137                                      | 104-113                                     | Memphis                                     | 126-114                                     | 102-127                                     |
| Orlando             | 117-108                                     | 123-92                                      | 127-110                                     | 136-118                                     | New Orleans                                 | 136-113                                     | 112-116 (OT)                                |
| Washington          | 112-98                                      | 114-102                                     | 94-101                                      |                                             | San Antonio                                 | 93-102                                      | 121-111                                     |
|                     | 9–0                                         | 9–0                                         | 2–7                                         | 2–7                                         |                                             | 3–2                                         | 3–2                                         |
| Division            | 11–7                                        | 11–7                                        | 11–7                                        | 11–7                                        | Division                                    | 6–4                                         | 6–4                                         |
| Conférence          | 32–19 (Domicile : 19–7; Extérieur : 13–12)  | 32–19 (Domicile : 19–7; Extérieur : 13–12)  | 32–19 (Domicile : 19–7; Extérieur : 13–12)  | 32–19 (Domicile : 19–7; Extérieur : 13–12)  | Conférence                                  | 19–12 (Domicile : 8–7; Extérieur : 11–5)    | 19–12 (Domicile : 8–7; Extérieur : 11–5)    |
| Total               | 51–31 (Domicile : 27-14; Extérieur : 24–17) | 51–31 (Domicile : 27-14; Extérieur : 24–17) | 51–31 (Domicile : 27-14; Extérieur : 24–17) | 51–31 (Domicile : 27-14; Extérieur : 24–17) | 51–31 (Domicile : 27-14; Extérieur : 24–17) | 51–31 (Domicile : 27-14; Extérieur : 24–17) | 51–31 (Domicile : 27-14; Extérieur : 24–17) |

## Classements
| Conférence Est | Conférence Est              | Conférence Est | Conférence Est | Conférence Est | Conférence Est | Conférence Est | Conférence Est |
| No             | Franchise                   | Vic.           | Déf.           | MJ             | V/D            | GB             |                |
| -------------- | --------------------------- | -------------- | -------------- | -------------- | -------------- | -------------- | -------------- |
| 1              | c - Heat de Miami           | 53             | 29             | 82             | .646           | –              |                |
| 2              | y - Celtics de Boston       | 51             | 31             | 82             | .622           | 2              |                |
| 3              | y - Bucks de Milwaukee      | 51             | 31             | 82             | .622           | 2              |                |
| 4              | x - 76ers de Philadelphie   | 51             | 31             | 82             | .622           | 2              |                |
| 5              | x - Raptors de Toronto      | 48             | 34             | 82             | .585           | 5              |                |
| 6              | x - Bulls de Chicago        | 46             | 36             | 82             | .561           | 7              |                |
|                |                             |                |                |                |                |                |                |
| 7              | x - Nets de Brooklyn        | 44             | 38             | 82             | .537           | 9              |                |
| 8              | pi - Cavaliers de Cleveland | 44             | 38             | 82             | .537           | 9              |                |
| 9              | x - Hawks d'Atlanta         | 43             | 39             | 82             | .524           | 10             |                |
| 10             | pi - Hornets de Charlotte   | 43             | 39             | 82             | .524           | 10             |                |
|                |                             |                |                |                |                |                |                |
| 11             | o - Knicks de New York      | 37             | 45             | 82             | .451           | 16             |                |
| 12             | o - Wizards de Washington   | 35             | 47             | 82             | .427           | 18             |                |
| 13             | o - Pacers de l'Indiana     | 25             | 57             | 82             | .305           | 28             |                |
| 14             | o - Pistons de Détroit      | 23             | 59             | 82             | .280           | 30             |                |
| 15             | o - Magic d'Orlando         | 22             | 60             | 82             | .268           | 31             |                |

| Division Centrale          | V  | D  | MJ | V/D  | GB | Dom   | Ext   | Div  |
| -------------------------- | -- | -- | -- | ---- | -- | ----- | ----- | ---- |
| y - Bucks de Milwaukee     | 51 | 31 | 82 | .622 | –  | 27–14 | 24–17 | 12–4 |
| x - Bulls de Chicago       | 46 | 36 | 82 | .561 | 5  | 27–14 | 19–22 | 10–6 |
| o - Cavaliers de Cleveland | 44 | 38 | 82 | .537 | 7  | 25–16 | 19–22 | 10–6 |
| o - Pacers de l'Indiana    | 25 | 57 | 82 | .305 | 26 | 16–25 | 9–32  | 2–14 |
| o - Pistons de Détroit     | 23 | 59 | 82 | .280 | 28 | 13–28 | 10–31 | 6-10 |